# Ley-Land (Buch)
Ley-Land. Dr. Robert Ley und der Nationalsozialismus im Oberbergischen ist der Titel eines Buches des deutschen Historikers Heinz-Wilhelm Brandenburger, das 1988 in Köln erschien. Ihm lag eine 1986 veröffentlichte Dissertation zugrunde.

## Inhalt
Brandenburger untersuchte in seiner Dissertation die Herkunft des Nazipolitikers Robert Ley, der im Oberbergischen Land geboren wurde, seine Verankerung und seine Aktivitäten in der Heimatregion und die Reaktionen der oberbergischen Bevölkerung auf Leys Aufstieg im Naziregime. Ley betrieb 1939 den Bau einer riesigen Adolf-Hitler-Schule für Führungskader in Waldbröl und residierte zeitweise auf Gut Rottland bei Waldbröl. Speziell untersuchte Brandenburger Leys ideologische Verankerung im sog. positiven Christentum und das Verhältnis zwischen ihm und den pietistisch orientierten Evangelischen Gemeinschaften im Oberbergischen in der Zeit bis 1935. Eine Fortsetzung des Werks über die Kriegszeit war geplant, kam aber wegen des frühen Todes Brandenburgers 1990 nicht zustande.

## Ausgaben
- Brandenburger, Heinz-Wilhelm: Ley-Land. Dr. Robert Ley und der Nationalsozialismus im Oberbergischen. Köln, Prometh Verlag 1988, 189 S., ISBN 3-922009-91-3[4]

## Rezeption
1988 drehte der Fernsehjournalist Hans-Rüdiger Minow auf Basis von Brandenburgers Buch einen Dokumentarfilm, der vom WDR ausgestrahlt wurde. Danach entstand in der Region eine heftige Kontroverse vor allem über die Rolle der Evangelischen Gemeinschaften im Nationalsozialismus. Der Waldbröler Historiker Hans Horn, der Brandenburger in der Kontroverse widersprochen hatte, forschte weiter an dem Thema und bestätigte 2003 im Wesentlichen Brandenburgers Erkenntnisse. Reinhard Munkes urteilte 1990 in einem Nachruf auf Brandenburger: 
Brandenburger hat die erste übergreifende Studie über das Verhältnis Pietismus–Nationalsozialismus bis zum Jahr 1935 geliefert.